# 大亨
大亨的由來有兩種說法。
一種是說該詞來自上海的俗語，其原意是专称为霸一方的黑道头目或达官巨富。19世纪中叶，英国人约翰·亨生发明了一种名为“亨生”的马车，这种在车后驾驶的双轮小马车，进入上海后，被称为「亨斯美马车」，簡稱「亨馬車」。第一个拥有这种马车的华人是《申报》老板史量才，而且是花费了数十万銀兩从一个德国人手中买来的，于是，当时的上海人就将拥有这种「亨马车」的人称为「大亨」，一直沿用到了今天。
另一種說法是該詞音譯自英文，源自日本語對幕府將軍的尊稱「大君」（taikun），19世紀進入英語俚語，傳入商界後指在一個行業內擁有相當大的財富和權力的人士，例如在金融界有財有勢之人會被稱為「金融大亨」。很多商業模擬遊戲也會以「大亨」命名，著名的例子包括地產大亨（又譯大富翁）。